# (4219) Nakamura
Pour les articles homonymes, voir Nakamura.
(4219) Nakamura est un astéroïde de la ceinture principale.

## Description
(4219) Nakamura est un astéroïde de la ceinture principale. Il fut découvert le 19 février 1988 à Kobuchizawa par Masaru Inoue et Osamu Muramatsu. Il présente une orbite caractérisée par un demi-grand axe de 2,47 UA, une excentricité de 0,12 et une inclinaison de 3,1° par rapport à l'écliptique.

## Compléments